# New Orleans Zephyrs
Den New Orleans Zephyrs er en Minor league baseballclub fra New Orleans, Louisiana. De spiller i den Southern Division i American Conference of the Pacific Coast League. deres stadion hedder Zephyr Field. De er beslægtet til Florida Marlins.
Holdet var tidligere kendt under navnene Denver Zephyrs (1985-1992), Denver Bears (1955-1984), og Kansas City Blues (1901-1954).

## Titler
Zephyrs har vundet mesterskab én gang.

## Eksterne link
- New Orleans Zephyrs hjemmeside Arkiveret 27. oktober 2015 hos  Wayback Machine

| Sport | Spire Denne artikel om sport er en spire som bør udbygges. Du er velkommen til at hjælpe Wikipedia ved at udvide den. |